# Lynsey Sharp
Lynsey Sharp (ur. 11 lipca 1990 w Dumfries) – brytyjska lekkoatletka specjalizująca się w biegu na 800 metrów.
Jej ojcem jest Cameron Sharp – olimpijczyk z Moskwy (1980), wicemistrz Europy na 200 metrów (1982).
W 2011 zdobyła srebrny medal mistrzostw Europy dla zawodników do lat 23, a w 2012, po dyskwalifikacji Jeleny Arżakowej, została mistrzynią Europy. Srebrna medalistka igrzysk Wspólnoty Narodów w Glasgow (2014). W tym samym roku została wicemistrzynią Europy z Zurychu. W 2016 była szósta na igrzyskach olimpijskich w Rio de Janeiro. Ósma zawodniczka mistrzostw świata w Londynie (2017).
Złota medalistka mistrzostw Wielkiej Brytanii.
Rekordy życiowe: stadion – 1:57,69 (20 sierpnia 2016, Rio de Janeiro); hala – 2:00,30 (12 lutego 2016, Boston).

## Osiągnięcia
| Rok  | Impreza                              | Miejsce        | Lokata     | Wynik   | Reprezentacja |
| ---- | ------------------------------------ | -------------- | ---------- | ------- | ------------- |
| 2008 | Igrzyska Wspólnoty Narodów młodzieży | Pune           | 3. miejsce | 2:06,77 | SCO           |
| 2011 | Młodzieżowe mistrzostwa Europy       | Ostrawa        | 2. miejsce | 2:00,65 | GBR           |
| 2012 | Mistrzostwa Europy                   | Helsinki       | 1. miejsce | 2:00,52 | GBR           |
| 2012 | Igrzyska olimpijskie                 | Londyn         | półfinał   | 2:01,78 | GBR           |
| 2014 | Igrzyska Wspólnoty Narodów           | Glasgow        | 2. miejsce | 2:01,34 | SCO           |
| 2014 | Mistrzostwa Europy                   | Zurych         | 2. miejsce | 1:58,80 | GBR           |
| 2014 | Puchar interkontynentalny            | Marrakesz      | 5. miejsce | 2:00,80 | GBR / Europa  |
| 2015 | Mistrzostwa świata                   | Pekin          | półfinał   | 1:59,33 | GBR           |
| 2016 | Halowe mistrzostwa świata            | Portland       | eliminacje | 2:02,75 | GBR           |
| 2016 | Igrzyska olimpijskie                 | Rio de Janeiro | 6. miejsce | 1:57,69 | GBR           |
| 2017 | Mistrzostwa świata                   | Londyn         | 8. miejsce | 1:58,98 | GBR           |
| 2018 | Igrzyska Wspólnoty Narodów           | Gold Coast     | eliminacje | 2:01,33 | SCO           |
| 2018 | Mistrzostwa Europy                   | Berlin         | 6. miejsce | 2:01,83 | GBR           |
| 2019 | Mistrzostwa świata                   | Doha           | eliminacje | 2:03,57 | GBR           |